# Anax mandrakae
Anax mandrakae – gatunek ważki z rodziny żagnicowatych (Aeshnidae).